# Paropioxys sublimis
Paropioxys sublimis är en insektsart som beskrevs av Karsch 1890. Paropioxys sublimis ingår i släktet Paropioxys och familjen Eurybrachidae. Inga underarter finns listade i Catalogue of Life.